# Shotzi Blackheart
Ashley Louise Alfaro (nascida Urbanski; 14 de março de 1992) é uma lutadora profissional e cantora americana. Ela é mais conhecida por sua passagem pela WWE, onde foi campeã uma vez do Campeonato de Duplas Femininas do NXT.
Antes de ingressar na WWE, ela se apresentou em várias promoções no circuito independente, como Shimmer Women Athletes, Evolve, Rise Wrestling e Shine Wrestling, onde ela ganhou o Shine Nova Championship.

## Início de vida
Ashley Louise Urbanski nasceu no Condado de Santa Clara, Califórnia, em 14 de março de 1992. Ela é descendente de filipinos. Aos sete anos, Ashley começou a fazer teatro musical, atividade que ela continuou durante a faculdade.

## Carreira na luta livre profissional

### Início da carreira (2014–2019)

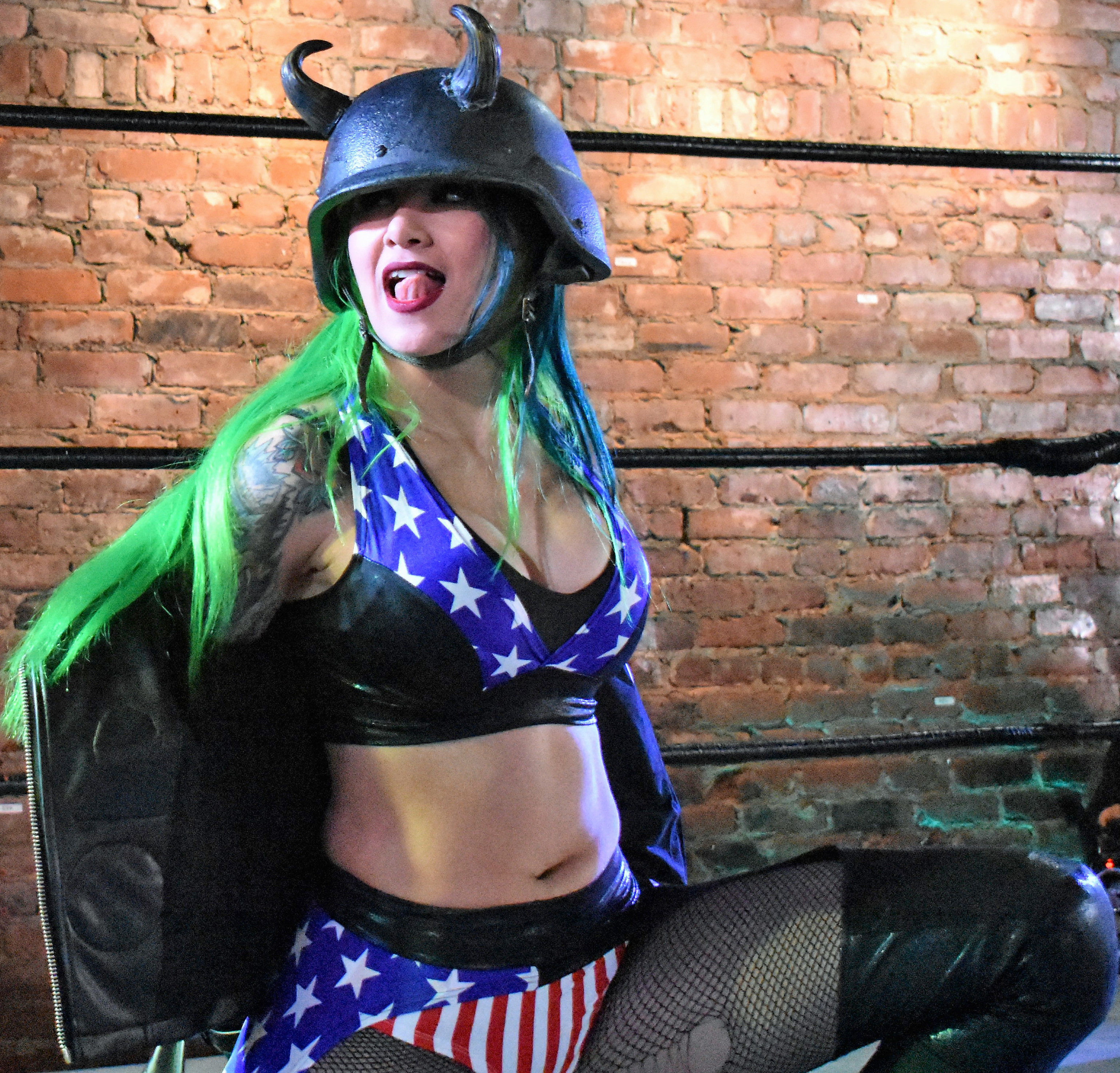
Shotzi em 2018.

Urbanski começou sua carreira no Hoodslam em Oakland, Califórnia em 2014 como Missy Highasshit, uma líder de torcida valete dos Stoner Brothers e do grupo Stoner U (uma paródia cômica de Missy Hyatt e dos Steiner Brothers). Ela também apareceu com frequência no circuito independente da Califórnia, lutando para All Pro Wrestling, Bar Wrestling e Big Time Wrestling, bem como na promoção Nashville, Tennessee Impact Wrestling.[carece de fontes?]
Urbanski fez sua estreia pela Shimmer Women Athletes em 11 de novembro de 2016, perdendo para Melanie Cruise. Ela fez sua estreia Evolve no Evolve 115 em 9 de novembro de 2018, desafiando sem sucesso Allysin Kay pelo Shine Championship. Blackheart também competiu pela Shine Wrestling,[carece de fontes?] e no Shine 58 em 10 de maio de 2019, Blackheart derrotou Aja Perera para ganhar o Shine Nova Championship. No Shine 59 em 29 de junho, ela manteve o título em uma luta three-way envolvendo Perera e Santana Garrett. Blackheart defendeu com sucesso o título contra Natalia Markova no Shine 60.
No Evolve 137 em 11 de outubro de 2019, após derrotar Perera, William Regal ofereceu a Urbanski um contrato com a WWE durante uma aparição não anunciada e, devido a isso, ela teve que desocupar o Shine Nova Championship.

### WWE (2019–2025)

#### Tough Enoughe NXT (2015, 2019–2021)
Em 2015, Blackheart, sob seu nome verdadeiro, participou dos testes para a sexta temporada da competição WWE Tough Enough. Ela foi inicialmente selecionada como uma das 6 mulheres que participariam da competição daquela temporada, mas teve que desistir antes de começar, devido a um batimento cardíaco irregular não diagnosticado anteriormente, causando falha no exame médico. Ela fez um teste para o WWE Performance Center em maio de 2016.
Em 15 de outubro de 2019, foi relatado que Blackheart havia assinado com a WWE e se reportaria ao WWE Performance Center. Ela então ingressou na empresa em novembro de 2019. Blackheart fez sua estreia em um evento ao vivo do NXT em 5 de dezembro de 2019, perdendo para Chelsea Green. Ela fez sua estreia na televisão no episódio de 25 de dezembro do NXT, perdendo para Bianca Belair. No episódio de 15 de janeiro de 2020 do NXT, Blackheart entrou em uma battle royal por uma oportunidade pelo Campeonato Feminino do NXT no TakeOver: Portland, eliminando Shayna Baszler até ser eliminada por Belair, a eventual vencedora. No Royal Rumble em 26 de janeiro de 2020, Blackheart entrou em sua primeira luta Royal Rumble como número #26, sendo eliminada por Baszler. No episódio de 17 de junho do NXT, Blackheart e Tegan Nox desafiaram Bayley e Sasha Banks pelo Campeonato de Duplas Femininas da WWE, que elas não tiveram sucesso em vencer.
No Halloween Havoc, ela atuou como a apresentadora do episódio, impedindo que Io Shirai fosse atacada por uma pessoa misteriosa usando uma máscara de Ghostface (que mais tarde foi revelada como Indi Hartwell) durante sua luta contra Candice LeRae. Ela formou uma aliança com Rhea Ripley, Shirai e Ember Moon para competir no TakeOver: WarGames, onde enfrentaram LeRae, Toni Storm, Raquel González e Dakota Kai em uma luta WarGames, que seu time perdeu. No Royal Rumble em 31 de janeiro de 2021, ela entrou como número #5, mas foi eliminada por Baszler. Blackheart e Moon participaram do Dusty Rhodes Tag Team Classic Feminino, derrotando Marina Shafir e Zoey Stark na primeira rodada, The Way (Candice LeRae e Indi Hartwell) nas semifinais, mas perdeu para Kai e González na final no Vengeance Day. No episódio de 10 de março do NXT, Blackheart e Moon derrotaram Kai e González para ganhar o Campeonato de Duplas Femininas do NXT, seu primeiro título no NXT. Na segunda noite de TakeOver: Stand & Deliver em 8 de abril, eles mantiveram os títulos contra The Way. No episódio de 4 de maio do NXT, Blackheart e Moon perderam os títulos para The Way em uma street fight, encerrando seu reinado em 55 dias. Blackheart competiu em sua luta final no NXT em 29 de junho, onde ela e Moon perderam uma luta triple threat de duplas para determinar as desafiantes nº1 pelo Campeonato de Duplas Femininas do NXT.

#### SmackDown (2021–2024)
No episódio de 9 de julho de SmackDown, Blackheart, agora sob o nome de ringue abreviado Shotzi, estreou ao lado de Tegan Nox como Shotzi & Nox, mas a equipe foi dissolvida quando, como parte do Draft da WWE de 2021, Nox foi transferida para o Raw, enquanto Shotzi permaneceu no marca SmackDown. No episódio de 29 de outubro do SmackDown, depois de ser derrotada pela campeã feminina do SmackDown, Charlotte Flair, em uma luta que daria uma chance pelo título, Shotzi atacou Sasha Banks que estava no ringue, virando heel no processo.
Ela trabalhou na marca SmackDown, participando de PPVs como Survivor Series 2021, Royal Rumble 2022, e Money in the Bank 2022. Ela e Xia Li participaram do Torneio pelo Campeonato de Duplas Femininas da WWE, disputando o título vago, mas foram eliminadas por Raquel Rodriguez e Aliyah na primeira rodada.
No episódio de 16 de setembro do SmackDown, Shotzi salvou Rodriguez de um ataque do Damage CTRL (Dakota Kai e Iyo Sky), virando face no processo. No episódio de 21 de outubro do SmackDown, Shotzi e Rodriguez desafiaram Kai e Sky pelo Campeonato de Duplas Femininas, mas não tiveram sucesso depois que Bayley distraiu Shotzi. No dia seguinte, ela serviu como anfitriã do NXT Halloween Havoc ao lado de Quincy Elliot, atacando Lash Legend depois que ela os interrompeu. No episódio de 11 de novembro do 'SmackDown, Shotzi venceu uma luta six-pack challenge, ganhando uma luta pelo Campeonato Feminino do SmackDown contra Ronda Rousey no Survivor Series WarGames. No evento, Shotzi não conseguiu conquistar o título após interferência de Shayna Baszler.
No verão de 2023, Shotzi começou uma rivalidade com o Damage CTRL. Em novembro, no Survivor Series: WarGames, Shotzi, Bianca Belair, Charlotte Flair e Becky Lynch derrotaram o Damage CTRL (Bayley, Asuka, Iyo Sky e Kairi Sane) em uma luta WarGames.

#### Retorno ao NXT (2024–2025)
Durante as gravações de 13 de fevereiro de 2024, para o episódio de 20 de fevereiro do NXT, Shotzi enfrentou a campeã feminina do NXT, Lyra Valkyria, em uma luta pelo título, após trocas de provocações nas redes sociais semanas antes. No entanto, durante a luta, Shotzi sofreu uma lesão no joelho, e a luta foi interrompida abruptamente. Shotzi estava programada para enfrentar Tiffany Stratton no episódio de 16 de fevereiro do SmackDown em uma luta qualificatória para uma vaga no combate Elimination Chamber no evento Elimination Chamber: Perth, mas devido à lesão no ligamento cruzado anterior (LCA) sofrida durante sua luta contra Valkyria, o que a deixou fora de ação por aproximadamente nove meses, sua vaga foi ocupada por Alba Fyre.
Shotzi retornou de sua lesão no episódio de 10 de dezembro de 2024 do NXT, aparecendo para ajudar Gigi Dolin e Tatum Paxley enquanto as duas enfrentavam um ataque do Fatal Influence (Fallon Henley, Jacy Jayne e Jazmyn Nyx), iniciando uma rivalidade com o Fatal Influence e uma aliança com Dolin e Paxley no processo. As equipes se enfrentaram no NXT: New Year's Evil em 7 de janeiro de 2025, com a equipe de Shotzi saindo vitoriosa. Sua última aparição na WWE foi no NXT Stand & Deliver em 19 de abril, onde acompanhou Dolin e Paxley na vitória de ambas em uma luta fatal four-way de eliminação de duplas no pré-show, onde se tornaram as desafiantes número 1 pelo Campeonato de Duplas Femininas da WWE. Em 3 de maio, Shotzi deixou a WWE após o término de seu contrato com a companhia.

## Outras mídias
Antes de assinar com a WWE, Urbanski foi personagem de dois programas noturnos de TV para a KOFY, uma estação de TV local de São Francisco. Ela primeiro foi escalada como dançarina para o Creepy KOFY Movie Time, um programa de comédia que apresentava filme de terror. Depois, ela apareceu como convidada no Circus of Chaos, um show de variedades do mesmo segmento.
Em abril de 2021, Urbanski, ao lado de Scarlett Bordeaux, participou do videoclipe da música "Indestructible", da colega lutadora e cantora Harley Cameron. Em 14 de outubro de 2022, o trio cantou "I Put a Spell on You" (como uma homenagem ao filme Hocus Pocus) em um videoclipe que foi lançado pela WWE.
Ela fez sua estreia como personagem jogável em videogames da WWE no WWE 2K22. Ela também apareceu no WWE 2K23, WWE 2K24 e WWE 2K25.
Em setembro de 2023, ela começou a apresentar um programa de caça a fantasmas chamado "Chamber of Horrors", ao lado de Scarlett, no canal do YouTube da WWE.

## Vida pessoal
Em 29 de dezembro de 2023, antes de um show ao vivo da WWE em Las Vegas, Urbanski se casou com seu namorado de longa data, Jesús Alfaro. Ela competiu no mesmo show ao vivo, vestindo seu vestido de noiva.

## Títulos e prêmios
- Alternative Wrestling Show
  - AWS Women's Championship (1 vez)[63]
- East Bay Pro Wrestling
  - EBPW Ladies Championship (1 vez)[64]
- Gold Rush Pro Wrestling
  - GRPW Lady Luck Championship (1 vez)[65]
- Hoodslam
  - Best Athlete in the East Bay Championship (1 vez)[66]
  - Intergalactic Tag Team Championship (1 vez) – com Joey Ryan[67]
- IWA Mid-South
  - IWA Mid-South Women's Championship (1 vez)[68]
- Pro Wrestling Illustrated
  - PWI a colocou na #30ª posição das 150 melhores lutadoras individuais no PWI Women's 150 em 2021[69]
- Rise Wrestling
  - Phoenix of RISE Championship (1 vez)[70]
- Sabotage Wrestling
  - Sabotage War of the Genders Championship (2 vezes)[71]
- Shine Wrestling
  - Shine Nova Championship (1 vez)[8]
- Women's Wrestling Fan Awards
  - Novata do Ano (2020)[72]
- WWE
  - Campeonato de Duplas Femininas do NXT (1 vez) – com Ember Moon[73]
  - NXT Year-End Award (1 vez)
    - Estrela Revelação do Ano (2020)[74]